# Réserve à bougies
Une Chandlery ou réserve à bougies était à l'origine le bureau d'une maison médiévale chargé de la cire et des bougies, ainsi que de la pièce où étaient conservées les bougies. Il pouvait être dirigé par un marchand. Le lieu était mitoyen à la cuisine et n'existait que dans les grandes maisons. Qu'il s'agisse d'une salle séparée ou non, la fonction était naturellement importante, à une époque antérieure à la lumière électrique et au cours de laquelle la production de bougies était souvent effectuée en privé. 
La chandlery était étroitement liée à d’autres salles utilitaires de la maison, tels que l’endroit où l'on gardait les serviettes, la buanderie,  l’arrière-cuisine. Avec cette utilisation, le terme est largement obsolète aujourd'hui mais peut désigner une entreprise de bougies. En tant que tel, un chandler est une personne qui vend des bougies,. 
Au XVIIIe siècle, la plupart des marchands vendaient des bougies et du savon, même si beaucoup étaient en train de devenir des vendeurs en droguerie. Comme ce sont les marchands qui fournissaient les provisions de bord (navigation), la réserve à bougies a ensuite fait référence à un magasin de vente d'objets nautiques pour les navires et les bateaux. Néanmoins pendant un certain temps ils ont été appelés chandlery pour bateaux (shipchandler) pour les distinguer. Les Américains utilisaient le terme chandelier pour les désigner mais avaient tendance à préférer le terme chandler's shop. Les deux termes sont encore utilisés. La fonction et le titre du poste, chandler, existent toujours en tant que personne travaillant dans le secteur de la fabrication d’articles de maroquinerie ou qui gère un magasin de chandeliers. 
Le terme lustre, qui était autrefois un plafonnier qui maintenait plusieurs bougies ensemble, est toujours utilisé. Cependant, les lustres sont aujourd'hui des appareils d'éclairage ornementaux (généralement) électriques. 